# Heckler & Koch HK416
Heckler & Koch HK416 este o pușcă de asalt acționată cu gaz cu cameră pentru cartușul NATO de 5,56 x 45 mm. Este proiectat și produs de compania germană Heckler & Koch.
Deși designul se bazează pe clasa de arme de foc AR-15 (în special familia de carabine Colt M4 eliberată armatei SUA), acesta folosește un sistem proprietar cu piston cu gaz, cu cursă scurtă, din familia anterioară de puști G36 a Heckler & Koch.
HK416 este pușca de asalt standard a forțelor armate norvegiene și a fost selectată de forțele armate franceze pentru a înlocui FAMAS. Alți utilizatori ai HK416 includ Armata Germană, Aripa Ranger Armata Irlandeză, precum și Echipa SEAL Six a Marinei SUA, care l-a folosit pentru a-l ucide pe Osama bin Laden în 2011.